# Elisabeth Mara
Gertrud Elisabeth Schmeling, de casada Elisabeth Mara (Kassel, Hessen, 23 de febrer de 1749 - Tallinn, Letònia, 20 de gener de 1833) fou una soprano alemanya de gran habilitat tècnica.
Filla de pare músic i òrfena de mare al cap de poc de néixer, passà una infància abandonada, i contragué raquitisme. A cinc anys revelà la seva aptitud per al cant i aprengué del seu pare, que era violinista, a tocar aquest instrument. Gràcies al suport de diversos mecenes locals, al 1755 va poder viatjar a Frankfurt amb el seu pare, on va ser admirada i pogué ampliar els seus coneixements.
Va tocar a Anvers, Rotterdam, La Haia, Leyden, Utrecht, Amsterdam, Harlem i va anar cap a Anglaterra el 1759, on actuaria al 1760 en un concert amb altres nens molt dotats musicalment.
El fet que una noia toqués el violí no era habitual ni gaire ben considerat. Se li va aconsellar, doncs, que orientés la seva carrera com a cantant. Va rebre l'ajuda d'amics influents i va poder estudiar cant, a Londres, amb Pietro Paradisi; amb Johann Hiller a Leipzig durant cinc anys, i al costat de Corona Schröter, demostrant estar dotada d'una meravellosa veu de soprano que assolia amb igual puresa de timbre des del sol greu fins al mi sobreagut.

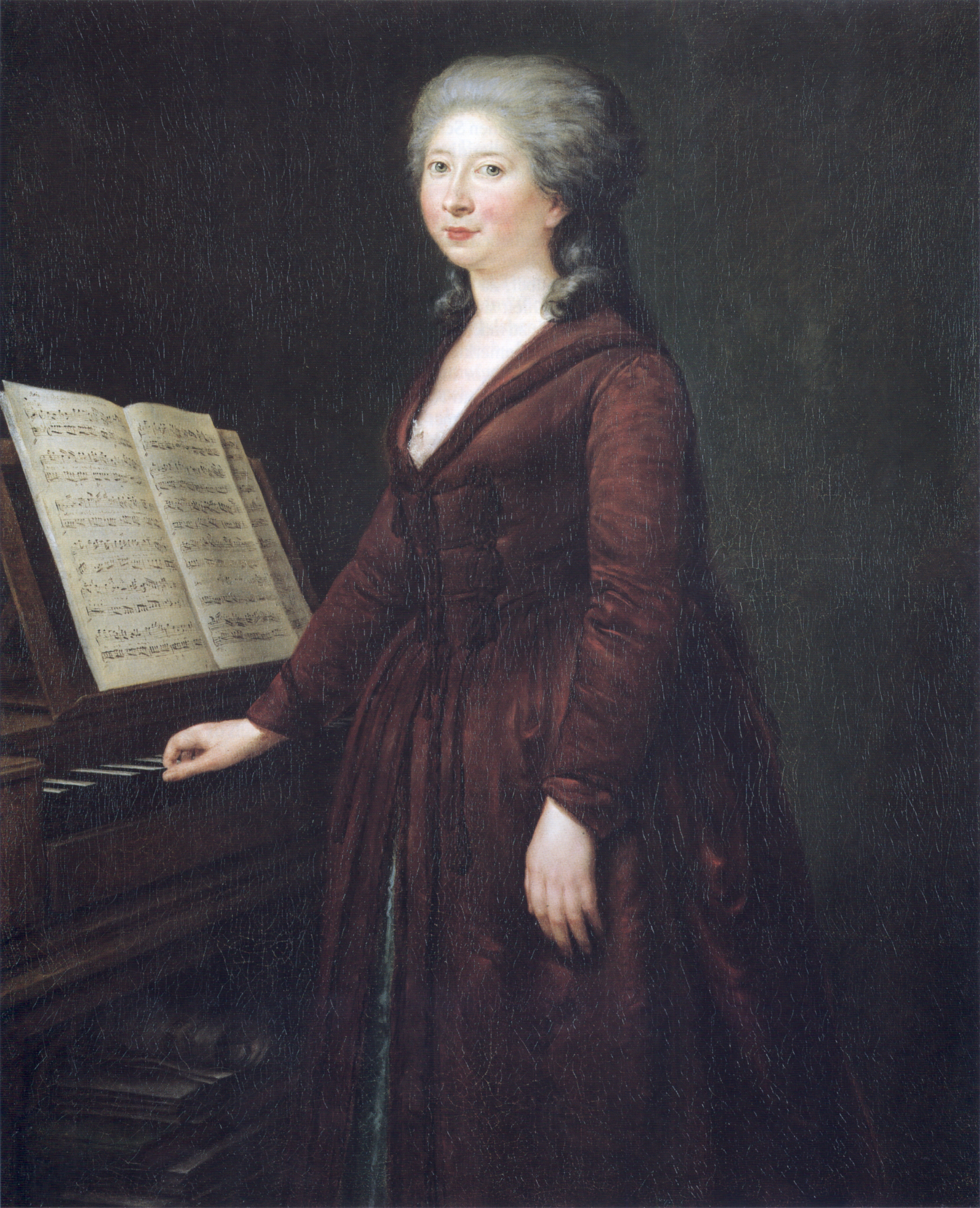
Elisabeth Mara, pintada per Johann Christoph Frisch al 1780

Va començar a cantar en públic el 1771, i aviat va ser reconeguda com la millor cantant que havia produït Alemanya. Va actuar amb l'Òpera de Dresden, i després a Berlín i sempre va estar compromesa amb la cort prusiana a Berlín. Després de cantar a Viena , Munic i altres llocs, va aparèixer a París el 1782, on la seva rivalitat amb la cantant Luísa Todi va dividir el públic en todistes i maratistes. El 1784 va anar a Londres, on va triomfar com a Cleòpatra, a Giulio Cesare, de Georg Friederich Händel. Va continuar cantant amb gran èxit, fent visites puntuals a diverses ciutats d'Itàlia –Venècia i Torí– i a París fins al 1802. Va ser molt elogiada per la seva interpretació dels oratoris de Händel i Joseph Haydn. Durant uns anys es va retirar a Rússia, on va adquirir propietats que perdria en el moment de la invasió francesa. Va tornar a visitar Anglaterra el 1819, però després ja va abandonar l'escenari.
Va residir aleshores a Livònia, on va ser professora de música a Tallinn, i hi va morir el 1833; va ser enterrada al cementiri de Kopli.
Durant un temps va estar casada amb el violinista i compositor Johann Mara, de qui adoptà el nom artíctic, i del qual es divorcià ben aviat.
L'artista de la pintura Élisabeth Vigée-Lebrun (1755-1842) li feu una sèrie de pintures.